# Île Seguin
Île Seguin otok je u rijeci Seine, u Francuskoj, između otoka Boulogne-Billancourt i Sèvres, zapadno od Pariza.
Većim dijelom 20. stoljeća na otoku se nalazila tvornica Renaulta, a zatvorena je prestankom proizvodnje 1992. godine, kada je proizveden posljednji Renault 5 Superfast. Tvornica je srušena između 2004. i 2005. godine.
U travnju 2017. ondje je otvoren glazbeni paviljon i umjetnički centar La Seine Musicale.

## Vanjske poveznice
- https://www.ileseguin-rivesdeseine.fr/